# Żanar Dugałowa
Żanar Asyłbiekkyzy Dugałowa (kaz. Жанар Асылбекқызы Дұғалова, ros. Жанар Асылбековна Дугалова, Żanar Asyłbiekowna Dugałowa; ur. 18 stycznia 1987 w Kyzyłorda) – kazachska piosenkarka pop. W 2014 roku wygrała drugą edycję Konkursu Piosenki Turkowizji piosenką Izin Korem. Jest byłym członkiem kazachskiej grupy muzycznej KeshYou (ros. КешYou), którą opuściła w sierpniu 2014 roku. Od tamtego momentu prowadzi karierę solową.

## Dyskografia

### Single

#### Z KeshYou
- Асықпа (fon. Asypa; 2013)
- Қазақ қыздары (fon. Kazak Kyzdary; 2013)
- Туған жер (fon. Tugwan Żer; 2013)
- Ризамын (fon. Rizamin; 2013)
- Махаббат (fon. Machabbat; 2014)
- Қазақтың арулары (fon. Kazaktyn Arułary; 2014)

#### Solo
- Таңданба (fon. Tandanba; 2011)
- Сүйемін деші (fon. Sujemin deszi; 2012)
- Сен емес (fon. Sen jemes; 2012)
- Қарай бер (fon. Karaj Bjer; 2013)
- Махаббат назы (fon. Machabbat Nazy; 2013)
- Кім үшін (fon. Kim Uszin; 2013)
- Бір сұрақ (fon. Bir Surak; 2013)
- Уайымдама (fon. Uajymdama; 2013)
- İzin körem (2014)
- Сен мені түсінбедің (fon. Sen Meni Tusinbedin; 2014), razem z Kajrat Nurtas
- Айта берсін (fon. Ajta bersin; 2015), razem z Ninety One[3]
- Жаңбырлы түн (fon. Żanbyrły Tun; 2015), razem z Nurbołatom Abdułinym
- Мұның дұрыс болмады (fon. Munyn Durys Bołmady; 2016), razem z Nurżanom Kermenbajewym
- Ала кетпедің  (fon. Ała Ketpedin; 2017)